# Salto de Saucelle (poblado)
Salto de Saucelle (más conocido como Poblado del Salto de Saucelle) es una localidad española del municipio de Saucelle, en la provincia de Salamanca, comunidad autónoma de Castilla y León. Se integra dentro de la comarca de Vitigudino y la subcomarca de La Ribera (Las Arribes). Pertenece al partido judicial de Vitigudino. Se sitúa justo al lado de la presa de Saucelle, en la parte baja de la depresión geográfica conocida como arribes del Duero. Concretamente en el valle donde el río Huebra desemboca en el río Duero, que hace de frontera natural con Portugal.

## Historia

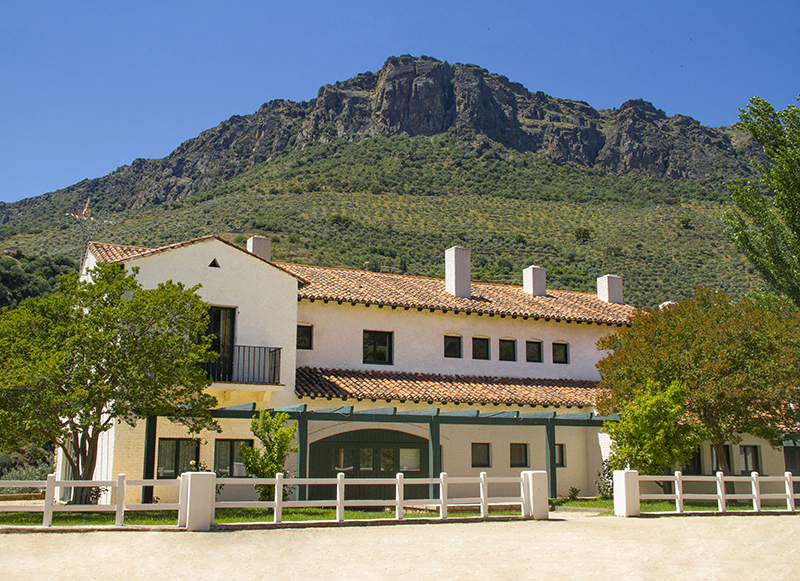
Antigua casa de ingenieros

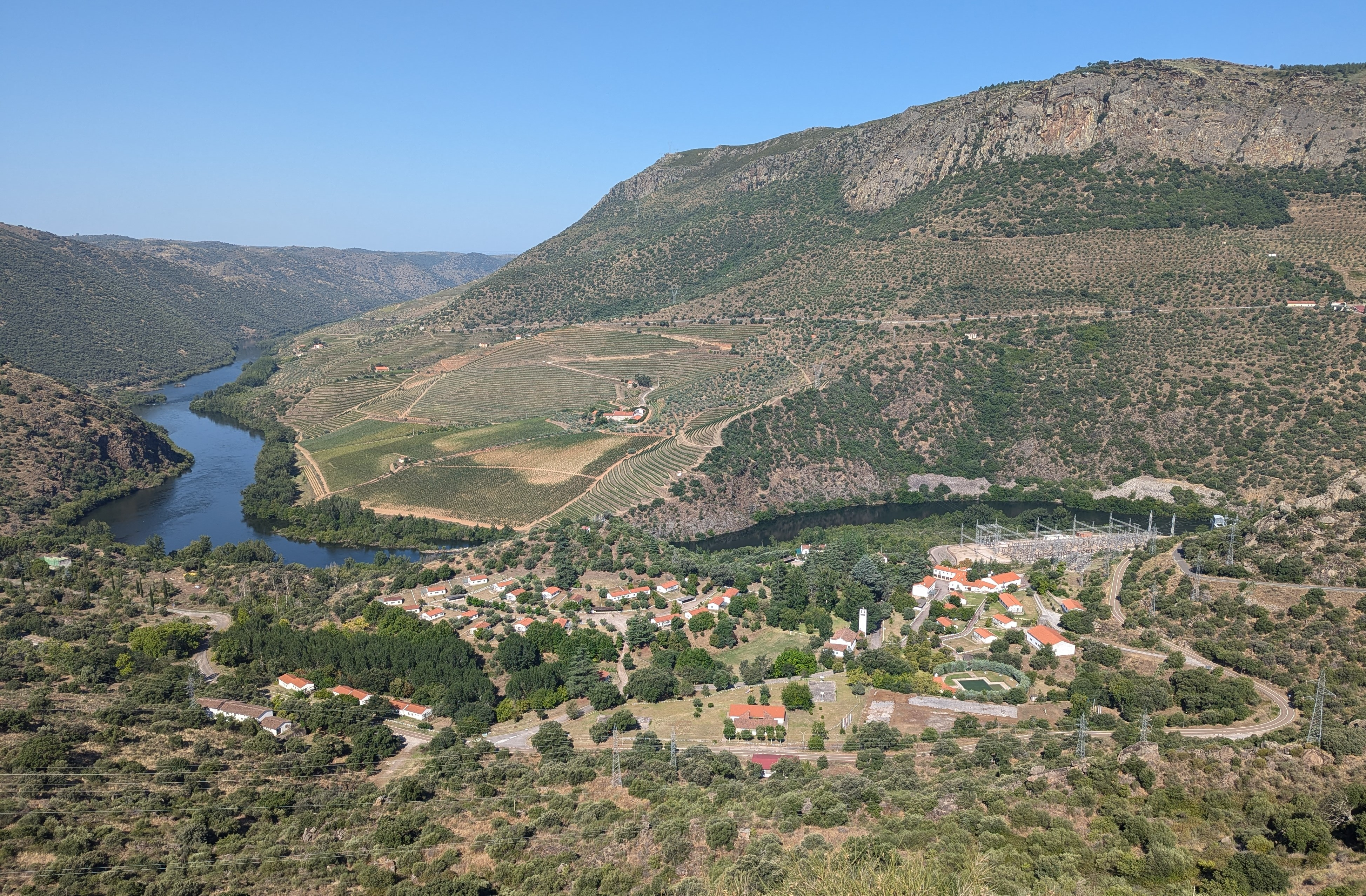
Vista general

Fue levantado por Iberduero para dar cobijo a las familias de los obreros que construyeron la presa de Saucelle. Actualmente es propiedad de un grupo hotelero que lo ha convertido en complejo turístico y ahora sus edificios son casas rurales, un hotel, un restaurante, una tienda y una hospedería.

## Geografía

### Situación
El poblado del Salto de Saucelle se encuentra situado en el noroeste salmantino. Hace frontera con Portugal. Dista 111 km de Salamanca capital. 
Se integra dentro de la comarca de La Ribera. Pertenece a la Mancomunidad Centro Duero y al partido judicial de Vitigudino.
Nunca ha tenido ayuntamiento propio. Se encuentra integrado dentro del término municipal de Saucelle.
Está dentro del parque natural de Arribes del Duero, un espacio natural protegido de gran atractivo turístico.
| Noroeste: Freixo de Espada à Cinta (Portugal) | Norte: Freixo de Espada à Cinta (Portugal) | Noreste: Vilvestre         |
| Oeste: Poiares (Portugal)                     |                                            | Este: Saucelle             |
| Suroeste: La Fregeneda                        | Sur: Hinojosa de Duero                     | Sureste: Hinojosa de Duero |

### Clima
| Parámetros climáticos promedio de Salto de Saucelle               | Parámetros climáticos promedio de Salto de Saucelle | Parámetros climáticos promedio de Salto de Saucelle | Parámetros climáticos promedio de Salto de Saucelle | Parámetros climáticos promedio de Salto de Saucelle | Parámetros climáticos promedio de Salto de Saucelle | Parámetros climáticos promedio de Salto de Saucelle | Parámetros climáticos promedio de Salto de Saucelle | Parámetros climáticos promedio de Salto de Saucelle | Parámetros climáticos promedio de Salto de Saucelle | Parámetros climáticos promedio de Salto de Saucelle | Parámetros climáticos promedio de Salto de Saucelle | Parámetros climáticos promedio de Salto de Saucelle | Parámetros climáticos promedio de Salto de Saucelle |
| Mes                                                               | Ene.                                                | Feb.                                                | Mar.                                                | Abr.                                                | May.                                                | Jun.                                                | Jul.                                                | Ago.                                                | Sep.                                                | Oct.                                                | Nov.                                                | Dic.                                                | Anual                                               |
| ----------------------------------------------------------------- | --------------------------------------------------- | --------------------------------------------------- | --------------------------------------------------- | --------------------------------------------------- | --------------------------------------------------- | --------------------------------------------------- | --------------------------------------------------- | --------------------------------------------------- | --------------------------------------------------- | --------------------------------------------------- | --------------------------------------------------- | --------------------------------------------------- | --------------------------------------------------- |
| Temp. media (°C)                                                  | 7.50                                                | 9.60                                                | 12.50                                               | 14.70                                               | 18.70                                               | 23.40                                               | 27.40                                               | 27.10                                               | 23.70                                               | 18.00                                               | 11.90                                               | 8.40                                                | 16.90                                               |
| Precipitación total (mm)                                          | 65.30                                               | 52.60                                               | 34.90                                               | 44.80                                               | 49.50                                               | 31.50                                               | 16.30                                               | 13.50                                               | 40.30                                               | 61.70                                               | 63.50                                               | 58.80                                               | 532.60                                              |
| Fuente: Ministerio de Agricultura, Alimentación y Medio Ambiente. |                                                     |                                                     |                                                     |                                                     |                                                     |                                                     |                                                     |                                                     |                                                     |                                                     |                                                     |                                                     |                                                     |

## Demografía
En 2018 contaba con una población de 1 habitante, que era varón (INE 2018), aunque esta cifra aumenta considerablemente en verano, cuando llegan los turistas por su atractivo natural.
| Gráfica de evolución demográfica de Salto de Saucelle entre 2000 y 2018                  |
|                                                                                          |
| Fuente: Instituto Nacional de Estadística de España - Elaboración gráfica por Wikipedia. |